# Head On (canção)
"Head On" é uma canção composta por Jim Reid e William Reid da banda escocesa The Jesus and Mary Chain. Foi originalmente gravada para o álbum Automatic, de 1989, e lançada como single em novembro do mesmo ano.
O single alcançou a posição 57 no Reino Unido. Nos Estados Unidos, foi muito transmitida em rádios alternativas, chegando ao segundo lugar na parada Billboard Modern Rock, que listava as canções mais tocadas em rádios universitárias. Na Austrália, o single alcançou a posição 102 na parada de singles da ARIA.

## Estilo
Denise Sullivan, do AllMusic, descreveu a música como "um modelo pós-punk na linha de Joy Division / New Order". A música conta com um baixo sintetizador e uma bateria eletrônica, a última das quais fornece uma batida new wave influenciada pelo pop. Embora não tenha as camadas de feedback de guitarra dos trabalhos anteriores da banda, apresenta um "riff no estilo dos anos 1950", tocado por William Reid. O estilo da canção também foi comparado ao som dos Beach Boys.

## Posição nas paradas musicais
| Parada (1989–90)                               | Melhor posição |
| ---------------------------------------------- | -------------- |
| Reino Unido (UK Singles Chart)                 | 57             |
| Estados Unidos (Billboard Alternative Airplay) | 2              |

## Versão de Pixies
"Head On" foi regravada pela banda estadunidense Pixies para o álbum Trompe le Monde, de 1991. Também foi lançada como single no mesmo ano.
A banda escolheu regravá-la pois o vocalista do Pixies, Black Francis, gostava dela. J Mascis, do Dinosaur Jr., comentou, "Ele [Francis] não era tão descolado quando se tratava de música moderna. Ele ouviu 'Head On' e simplesmente amou. Os Pixies eram uma banda estranha".

### Videoclipe
Em 1991, o Pixies se recusava a filmar videoclipes para seus singles. Após uma longa discussão com a Elektra Records, sua gravadora nos Estados Unidos, a banda cedeu e concordou em gravar um vídeo, desde que a música fosse tocada completamente ao vivo. Peter Lubin, o representante de A&R da Elektra na época, explicou mais tarde a situação:
Por completamente ao vivo, isso queria dizer banda completa, vocais, câmeras, vídeo finalizado em apenas dois minutos e 13 segundos. Uma tomada, é isso. Então essas se tornaram as regras básicas, essa era a única maneira de você conseguir um vídeo do Pixies para 'Head On' ou qualquer outra coisa.
Lubin então teve a ideia do vídeo. Doze câmeras seriam colocadas, "dividindo" cada membro da banda em três blocos. Black Francis gostou da ideia, então Scott Litt foi contratado para produzir o vídeo. Depois de filmado, a Elektra convidou "toda a equipe de tomada de decisões da MTV" para assisti-lo. O clipe foi adicionado à rotação da emissora, recebendo mais tarde o prêmio de "Vídeo Revelação".

### Posição nas paradas musicais
| Parada (1992)                                  | Melhor posição |
| ---------------------------------------------- | -------------- |
| Estados Unidos (Billboard Alternative Airplay) | 6              |

## Outras versões
A banda brasileira Legião Urbana gravou uma versão acústica da canção para o seu especial Acústico MTV, filmado em 1992 e lançado em 1999.